# سیارک ۲۰۸۵۰
سیارک ۲۰۸۵۰ (به انگلیسی: 20850 Gaglani، نامگذاری:2000VF2) بیست هزار و هشتصد و پنجاهمین سیارک کشف شده‌است که در ۱ نوامبر ۲۰۰۰ کشف شد.
قدر مطلق سیارک برابر ۱۴.۱ است.